# Psoralea aculeata
Psoralea aculeata är en ärtväxtart som beskrevs av Carl von Linné. Psoralea aculeata ingår i släktet Psoralea och familjen ärtväxter. Inga underarter finns listade i Catalogue of Life.